# Spacewatch
| LINEAR NEAT Spacewatch LONEOS | CSS Pan-STARRS NEOWISE Altri |

Oggetti NEO rilevati da indagini dedicate:

Il programma Spacewatch è un progetto dell'Università dell'Arizona volto allo studio di planetoidi, inclusi i vari tipi di asteroidi e comete. È stato fondato nel 1980 a Tucson, in Arizona dal professor Tom Gehrels e dal dottor Robert McMillan, il quale è a capo del progetto. Spacewatch gestisce due telescopi, uno da 90 cm e uno da 1,8 metri, entrambi situati presso il complesso osservativo di Kitt Peak.

## Descrizione
Nell'ambito del progetto è stato scoperto un satellite naturale di Giove, Calliroe, che all'inizio era stato scambiato per un asteroide. 
Altre scoperte degne di nota includono:
- Folo, il secondo centauro ad essere scoperto;[2]
- Varuna, un oggetto transnettuniano di grandi dimensioni;
- 1998 KY26, che al momento della scoperta era l'oggetto del sistema solare con rotazione più rapida;[3]
- 1997 XF11, che al momento della sua scoperta fu ritenuto in possibile rotta di collisione con la Terra per il 2028;
- 1995 TL8, il primo oggetto del disco diffuso ad essere scoperto;

le comete periodiche:
- 125P/Spacewatch;
- 283P/Spacewatch;
- P/2004 DO29 Spacewatch-LINEAR;
- P/2011 JB15 Spacewatch-Boattini.

la cometa non periodica:
- C/2011 KP36 Spacewatch

Il progetto ritrovò anche Albert, un asteroide scoperto nel 1911 e successivamente perduto.